# Józef Peszka
Józef Peszka (Cracovia, 19 de febrero de 1767 – ídem, 14 de septiembre de 1831) fue un pintor y artista polaco, conocido principalmente por sus retratos y paisajes en acuarela.

## Biografía
Tomó sus primeras lecciones de dibujo de Dominik Oesterreicher, un pintor austríaco que vivió en Cracovia. Luego estudió pintura en Varsovia con Franciszek Smuglewicz. Tras hacer un retrato de Hugo Kołłątaj, fue presentado a los miembros de la Gran Sejm y obtuvo el encargo de hacer una serie de retratos de otras prominentes figuras de la política polaca, trabajo que le mantuvo ocupado hasta 1792.
Hasta 1812, realizó numerosos viajes por países como Lituania y Rusia, donde pintó a la acuarela y en sepia paisajes con staffage, así como algunos vedute. Pasó algún tiempo con su antiguo mentor, Smuglewicz, en la Universidad de Vilna. De 1807 a 1810, permaneció en Nesvizh, donde trabajó como pintor de la corte del príncipe Michał Hieronim Radziwiłł.
En 1813, regresó a Cracovia y enseñó arte en la Universidad Jaguelónica. En 1818, ayudó a organizar la recién creada Academia de Bellas Artes Jan Matejko y se convirtió en profesor de la misma. En 1831, unos meses antes de su muerte, fue nombrado director. Durante ese tiempo, se concentró en la pintura de retratos, la mayoría de héroes militares, de empresarios ricos y de sus familias y de intelectuales polacos. También pintó algunas escenas históricas, que muestran la influencia de Smuglewicz, y algunas escenas de la mitología clásica.

## Galería

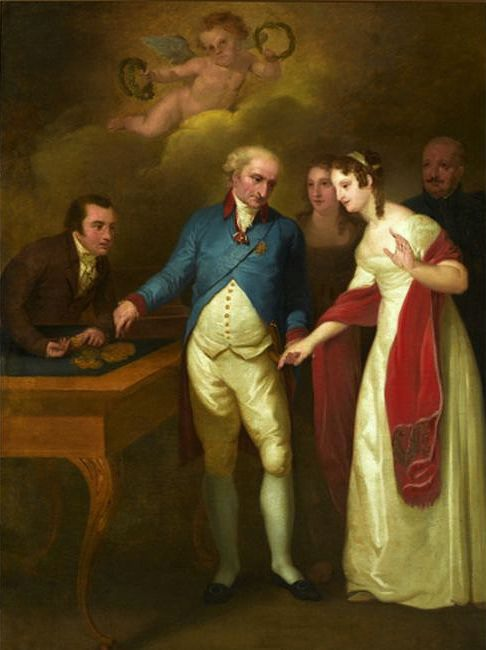
Stanislaw Małachowski
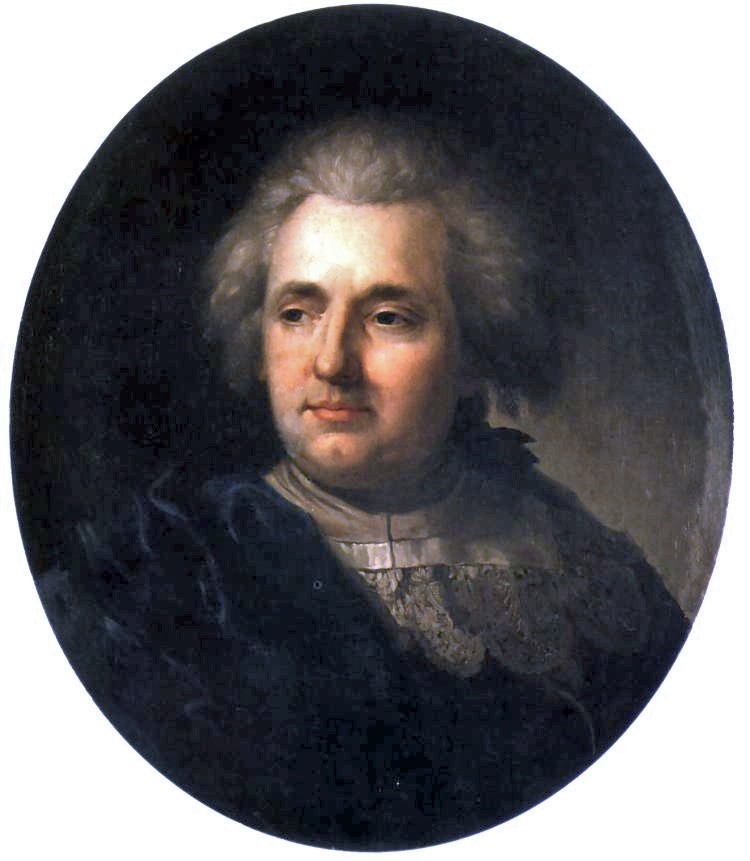
Retrato de Franciszek Smuglewicz
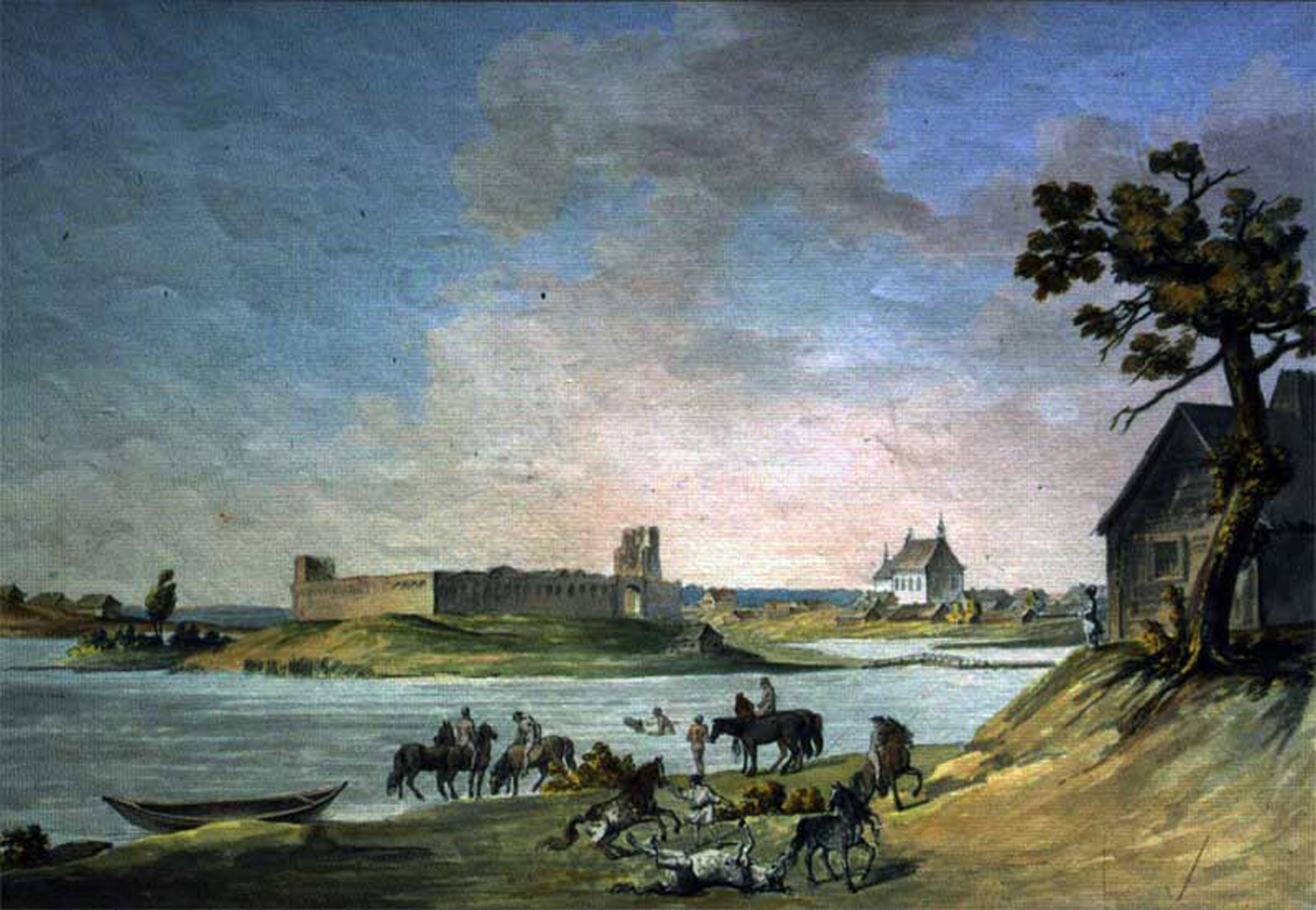
Vista de Lida
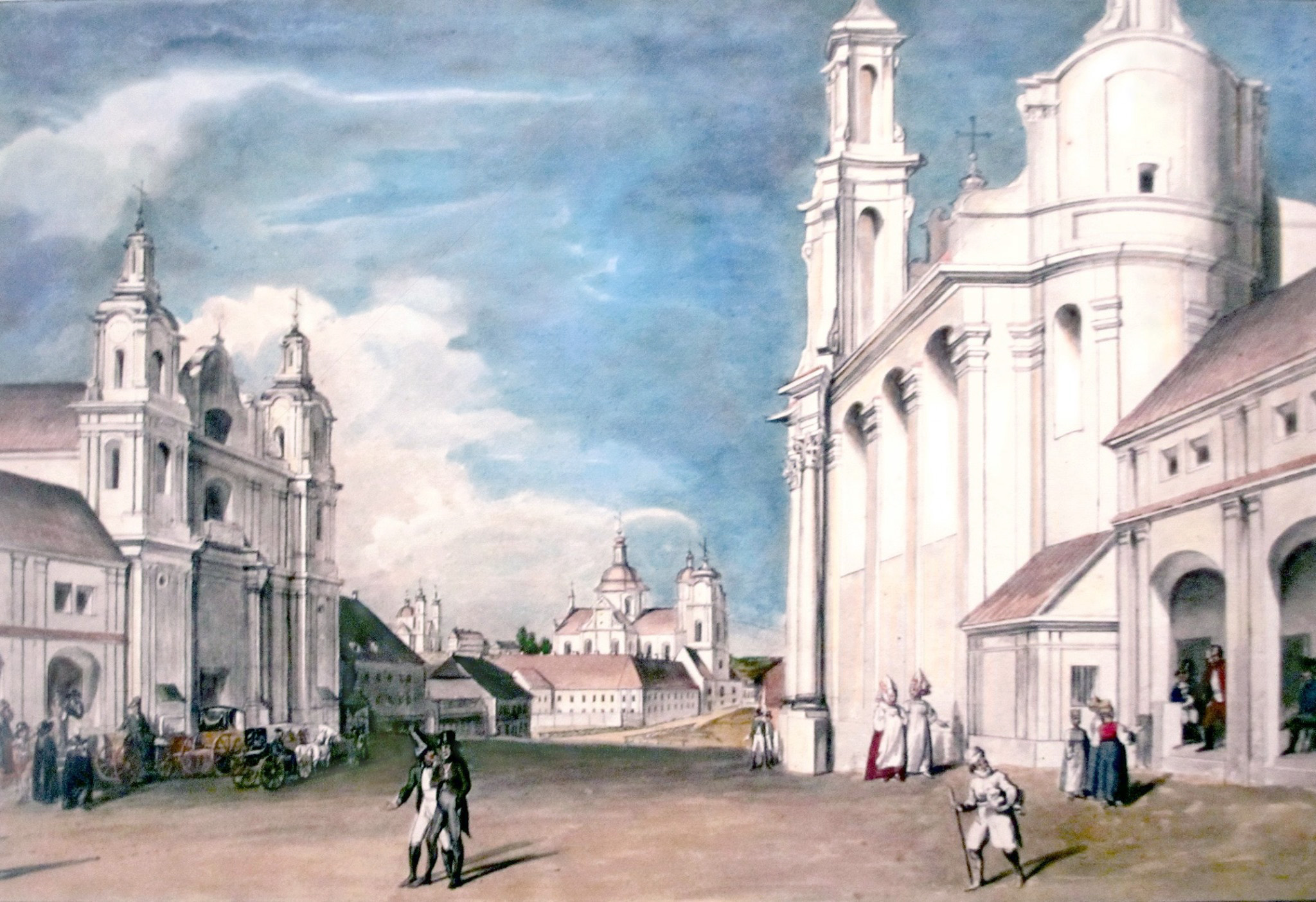
Escena de la calle en Vitebsk
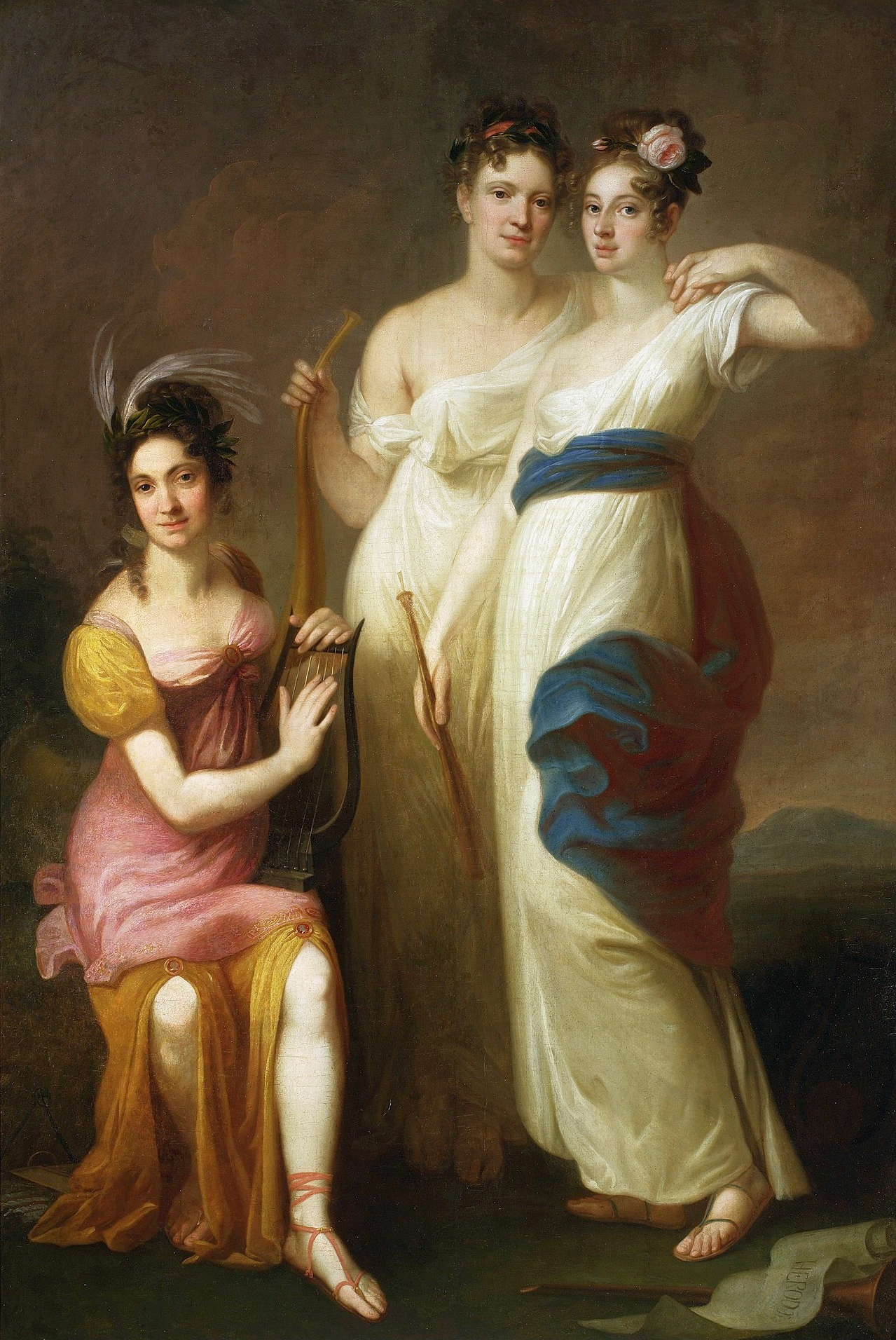
Tres Musas